# Gerardus Majellakerk (Amsterdam)
De Gerardus Majellakerk is een voormalige rooms-katholieke kerk aan het Ambonplein en het Obiplein, in de Indische buurt in Amsterdam-Oost.
De kerk stamt uit 1925 en werd ontworpen door architect Jan Stuyt, als middelpunt van een katholiek complex, waartoe onder meer ook woningen, een klooster en twee scholen behoorden. Zoals bij veel van zijn kerken is het ontwerp van de Gerardus Majellakerk geïnspireerd door de Byzantijnse kerken die Stuyt tijdens een bedevaart naar Palestina in 1903 bezocht, met name de Aya Sophia in Istanboel. De belangrijkste verwijzing naar de Byzantijnse architectuur is de grote twaalfzijdige vieringtoren. Een westtoren maakte deel uit van het oorspronkelijke ontwerp maar werd nooit gebouwd.
Vanaf de jaren 1930 ontstonden problemen rond de instandhouding van het gebouw. Het feit dat de Indische buurt werd verlaten door de meer draagkrachtige bewoners, droeg bij aan de financiële tekorten die ontstonden. Ook de ontkerkelijking in de jaren 1960 en de stadsvernieuwing, die leidde tot veranderingen in de samenstelling van bevolking, versterkten de moeilijkheden rond het behoud van de kerk.
Uiteindelijk werd de kerk na een laatste liturgische viering op 20 september 1992 buiten gebruik gesteld en overgedragen aan Stadsherstel Amsterdam, dat het gebouw door architect André van Stigt liet restaureren en verbouwen tot verhuurbare ruimten voor instellingen. Van 1994 tot en met 2011 huisden onder anderen het Clara Wichmann Instituut en het instituut Aletta (voorheen Internationaal Archief voor de Vrouwenbeweging, tegenwoordig Atria) in de kerk.
Sinds 2012 hebben het Nederlands Philharmonisch Orkest en het Nederlands Kamerorkest er hun thuisplek gevonden. De centrale ruimte is een concertzaal geworden en het gebouw heeft de naam NedPho-Koepel gekregen.

## Externe link

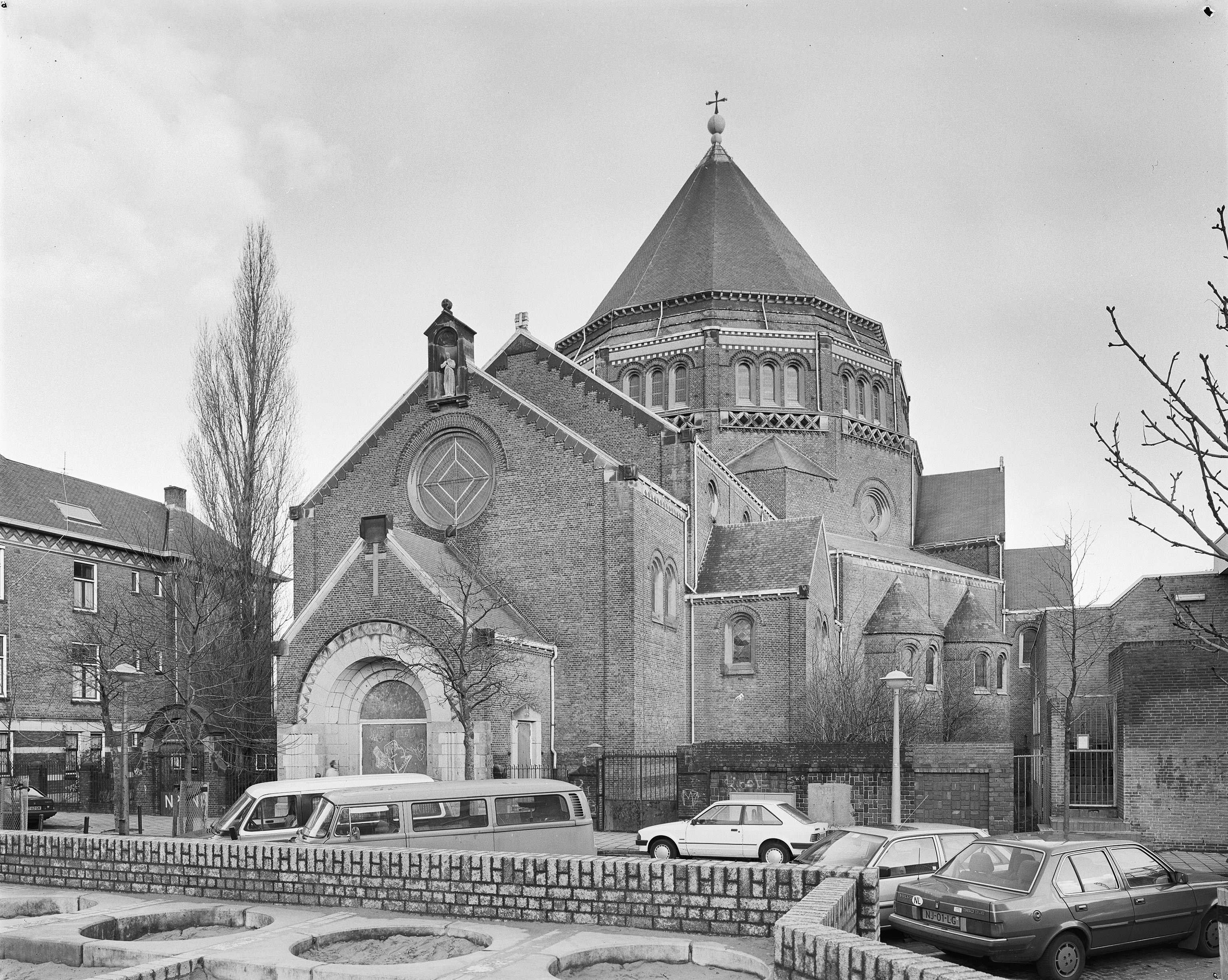
Gerardus Majellakerk in 1990